# HD7370
HD7370 — хімічно пекулярна зоря спектрального класу B8, що має видиму зоряну величину в смузі V приблизно  8,9.
Вона  розташована на відстані близько 1164,8 світлових років від Сонця.

## Пекулярний хімічний вміст
Зоряна атмосфера HD7370 має підвищений вміст 
Cr
.